# Gummo
Gummo är en amerikansk film från 1997 i regi av Harmony Korine.

## Handling
Filmen saknar linjärt narrativ handling. Filmen skildrar livet i en liten stad (Xenia) i den amerikanska mellanvästern (Ohio).

## Rollista (i urval)
- Jacob Reynolds - Solomon
- Nick Sutton - Tummler
- Jacob Sewell - Bunny Boy
- Darby Dougherty - Darby
- Chloë Sevigny - Dot
- Carisa Bara - Helen
- Linda Manz - Solomon's Mom
- Max Perlich - Cole